# Sempacherbrief

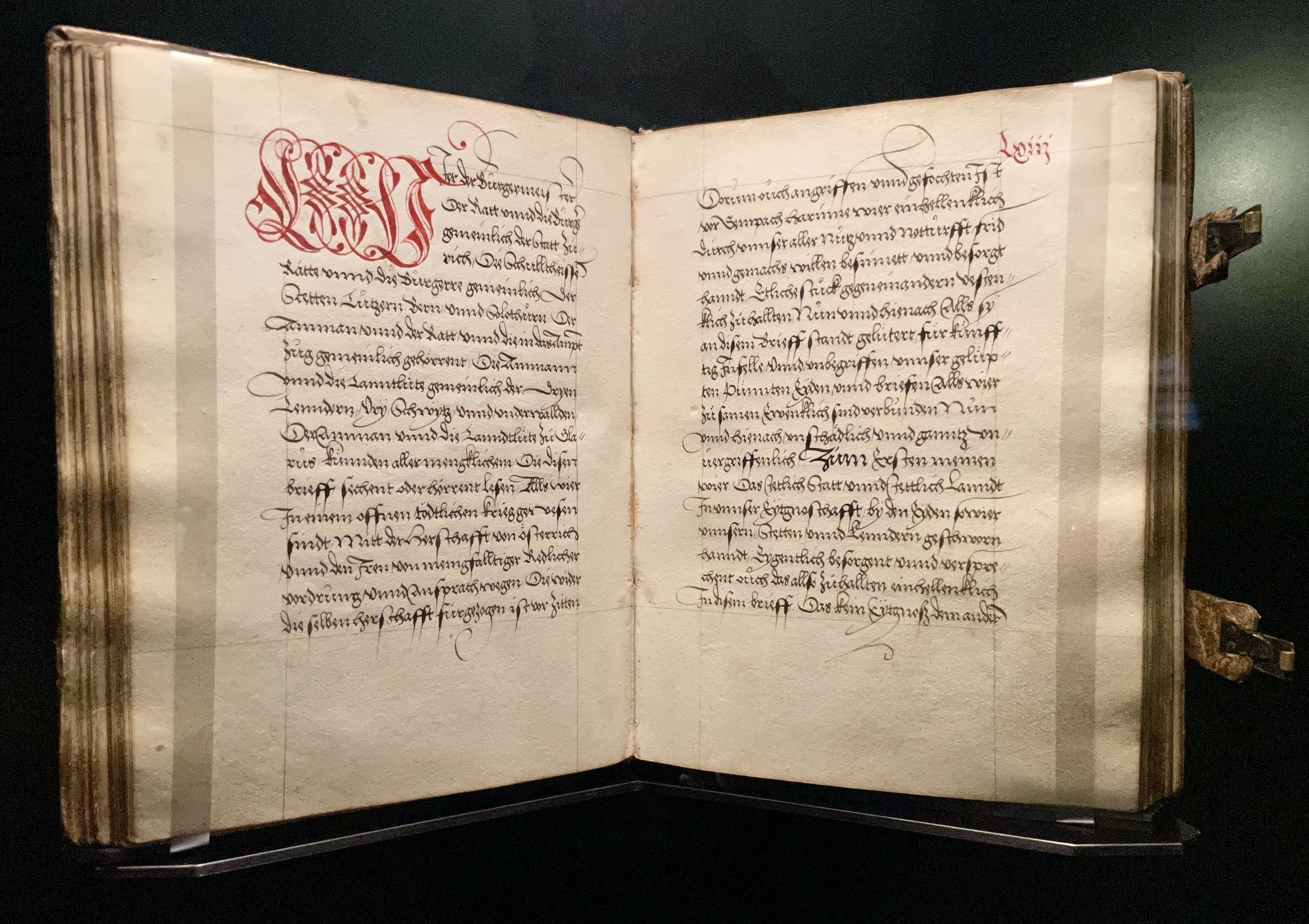
Abschrift des Sempacherbriefs vom
10. Juni 1393 im Schwyzer Bundbuch aus dem 16. Jahrhundert.

Der Sempacherbrief von 1393 war hauptsächlich eine Kriegsordnung der Alten Eidgenossenschaft. Er wurde nach den erfolgreichen Schlachten von Sempach 1386 und Näfels 1388 geschlossen und umfasste die Vertragsparteien des Pfaffenbriefes, also die Orte Uri, Schwyz und Unterwalden, Luzern, Zürich, Zug, dazu kamen neu noch Bern und Solothurn sowie Glarus.

## Inhalte
Der Sempacherbrief regelte den Landfrieden unter den Vertragspartnern, legte die Bannerordnung fest, verbot die Plünderung ohne vorherige Erlaubnis durch die Hauptleute und verlangte die anteilsmässige Aufteilung der Beute. Ferner forderte er Rücksicht auf Klöster und Kirchen und Schonung der Frauen, die nicht an Kriegshandlungen beteiligt sind. Der letzte Artikel untersagte den Kontrahenten, Stadt und Land, unter Missachtung der in den Bundesbriefen vorgesehenen Formalitäten einen Krieg zu beginnen.
Rechts- und militärgeschichtlich bedeutet der Sempacherbrief einen Meilenstein, da erstmals Regeln für das Verhalten von Truppen im Krieg aufgestellt wurden.